# محافظات موزمبيق

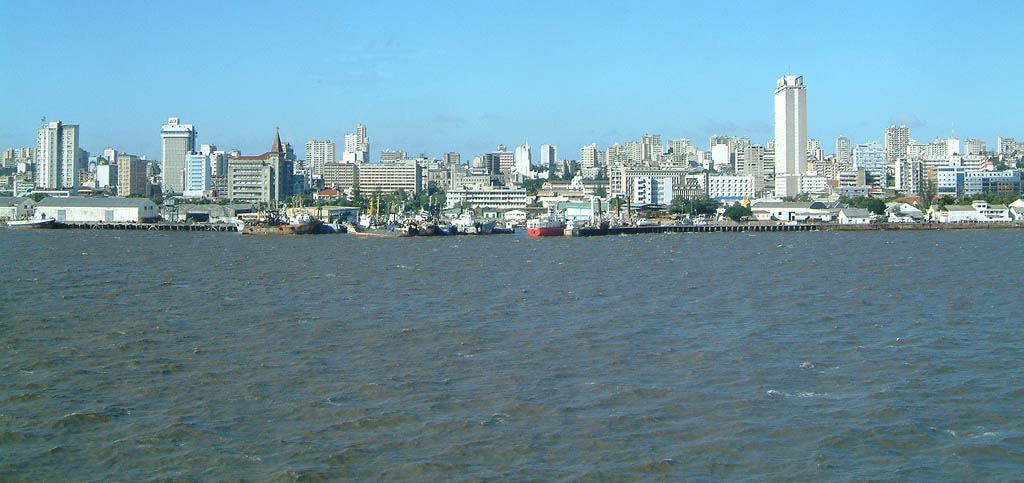
منظر بارونامي لمدينة مابوتو, عاصمة موزمبيق وأكبر مدنها. مدينة مابوتو مختلفة عن محافظة مابوتو.

تنقسم موزمبيق إلى 10 محافظات (provincias) و مدينة عاصمة واحدة (cidade capital) بمستوى محافظة. وتنقسم هذه المحافظات إلى 129 ضاحية (distritos) وتنقسم هذه الضواحي إلى 405 مركز ( Postos Administrativos ) وتنقسم المراكز إلى محليات ( Localidades ) وهي أقل مستوى إداري . منذ عام 1998 تم إنشاء 53 بلدية ( Municípios ) في موزامبيق.
| رقم على الخريطة | المحافظة                           | العاصمة              | المساحة (كم2) | التعداد السكاني (تعداد 2007) |
| --------------- | ---------------------------------- | -------------------- | ------------- | ---------------------------- |
| 1               | محافظة نياسا - Niassa              | Lichinga             | 122,827       | 1,170,783                    |
| 2               | محافظة كابو ديلغادو - Cabo Delgado | Pemba                | 78,778        | 1,606,568                    |
| 3               | محافظة نامبولا - Nampula           | نامبولا - Nampula    | 79,010        | 3,985,613                    |
| 4               | محافظة تيتي - Tete                 | تيتي - Tete          | 98,417        | 1,783,967                    |
| 5               | محافظة زامبيزيا - Zambezia         | Quelimane            | 103,478       | 3,849,455                    |
| 6               | محافظة مانيكا - Manica             | Chimoio              | 62,272        | 1,412,248                    |
| 7               | محافظة سوفالا - Sofala             | Beira                | 67,753        | 1,642,920                    |
| 8               | غزة - Gaza                         | Xai-Xai              | 75,334        | 1,228,514                    |
| 9               | محافظة إنهامبان - Inhambane        | إنهامبان - Inhambane | 68,775        | 1,271,818                    |
| 10              | مدينة مابوتو - City of Maputo      | -                    | 347           | 1,094,628                    |
| 11              | محافظة مابوتو - Maputo Province    | Matola               | 22,693        | 1,205,709                    |

## روابط خارجية
- محافظات موزمبيق, Statoids.com